# Пам'ятник Анатолію Солов'яненку (Київ)
Па́м'ятник Анато́лію Солов'я́ненку в Києві — пам'ятник українському оперному співаку зі світовим ім'ям Анатолію Борисовичу Солов'яненку, встановлений на Інститутській вулиці біля будинку № 16, в якому співак мешкав останні 20 років життя. Відкриття пам'ятнику відбулось 25 вересня 2001 року, в річницю з дня народження Анатолія Солов'яненка.
Автори — скульптор Микола Рапай та архітектор В'ячеслав Дормідонтов.

## Опис
Пам'ятник розташований у невеликому сквері перед будинком і звернений до вулиці. Являє собою бронзову скульптуру митця у повний зріст встановлену на чотирикутному постаменті з граніту. На постаменті викарбуваний підпис співака, стилізований під факсиміле. Солов'яненко зображений в концертному фраці та строгому жилеті із краваткою-метеликом. Урочистість композиції підкреслюють традиційний для співака жест — опущені рук із переплетеними пальцями, та легкий рух лівої ноги, виставленої вперед і зігненої в коліні. Скульптура виконана реалістично з ретельним відтворенням рис зовнішності.

### Розміри
Розмір скульптури — 1,8 м, постаменту — 0,6 × 0,75 м.